# Kraetkegebirge
Das Kraetkegebirge (auch: Krätkegebirge, englisch Kratke Range) ist ein Gebirgszug in der Provinz Eastern Highlands in Papua-Neuguinea. Das Kraetkegebirge ist das südöstlichste Hochgebirgsmassiv des Bismarckgebirges im engeren Sinne. Weiter südöstlich schließt das Owen-Stanley-Gebirge an.
Das Kraetkegebirge liegt südwestlich des Finisterre-Gebirges und ist von diesem durch die weite Tallandschaft des Markham-Flusses getrennt. 
Einer der Gipfel im Kraetkegebirge wurde Zöllerberg genannt. Der höchste Berg ist der Mount Priora mit 3557 m Höhe. Weitere hohe Berge sind der Mount Tabletop mit 3445 m Höhe und der Marble Peak (3223 m).
Der Gebirgszug ist Quellgebiet der Flüsse Vailala, Aziana, Tauri, Waffa, Banir, Kupbinga, Lamari und Aure.
Das Kraetkegebirge wurde im November 1889 in dem damals zur deutschen Kolonie Deutsch-Neuguinea gehörenden Kaiser-Wilhelms-Land von Hugo Zöller bei seiner Expedition in das Finisterre-Gebirge entdeckt und als weiterer, im Landesinneren gelegener und 3.000 bis 3.500 m hoher Gebirgszug beschrieben. Der Staatssekretär Reinhold Kraetke war zu jener Zeit Landeshauptmann von Neuguinea. Das Gebirge wurde allerdings erst nach der deutschen Kolonialzeit zu Beginn der 1920er Jahre näher erforscht.
Das Gebirge ist vulkanischen Ursprungs und von tropischem Bergregenwald bewachsen. Oberhalb von 3.000 m überwiegt alpines Grasland. Im Gebirge leben verschiedene endemische Vogelarten, darunter zum Beispiel der Olivpapagei.